# Compagnie Centrale de Construction

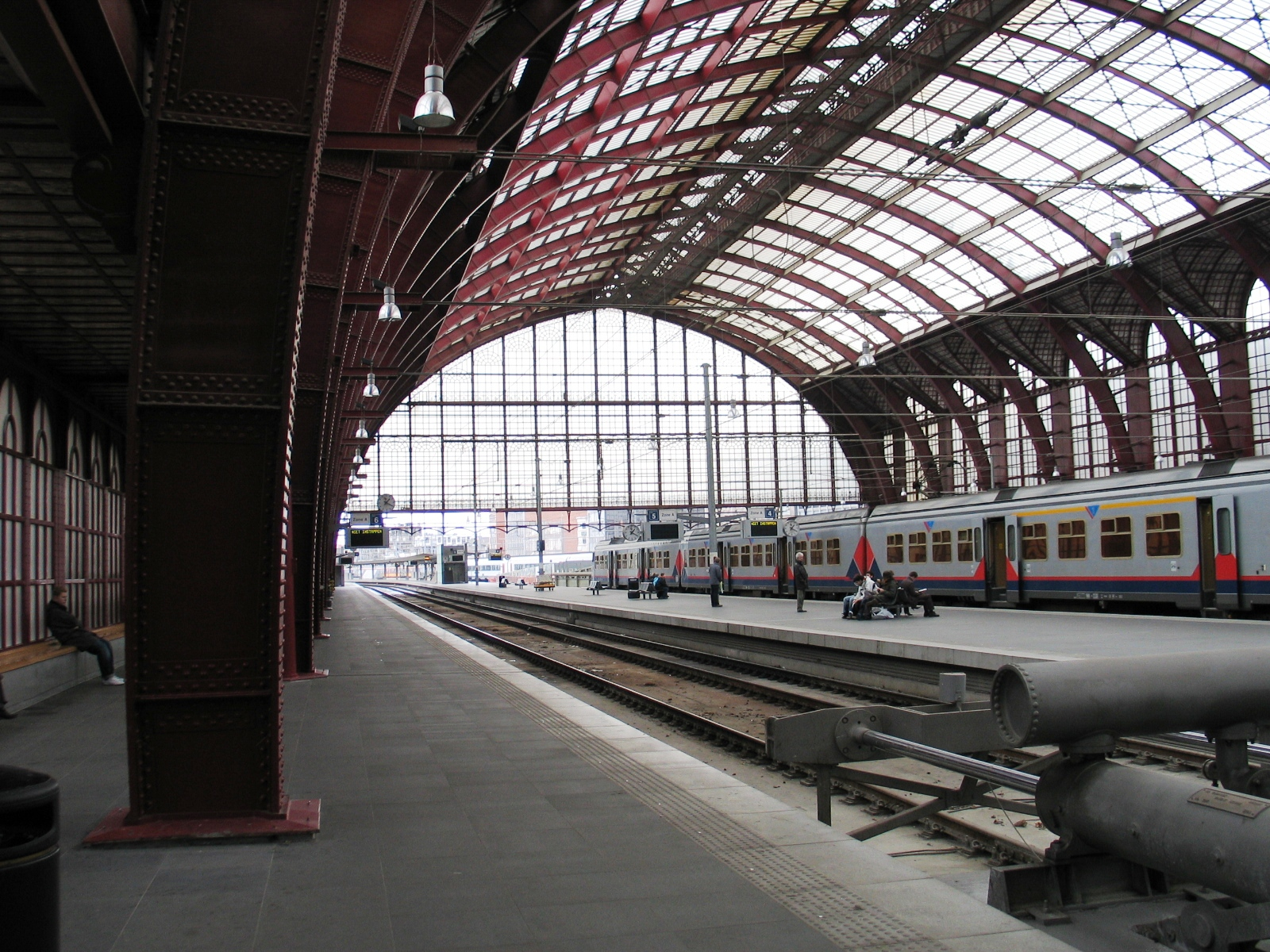
Het bekendste werk van C.C.C., de overdekte spoorweghal van Station Antwerpen-Centraal

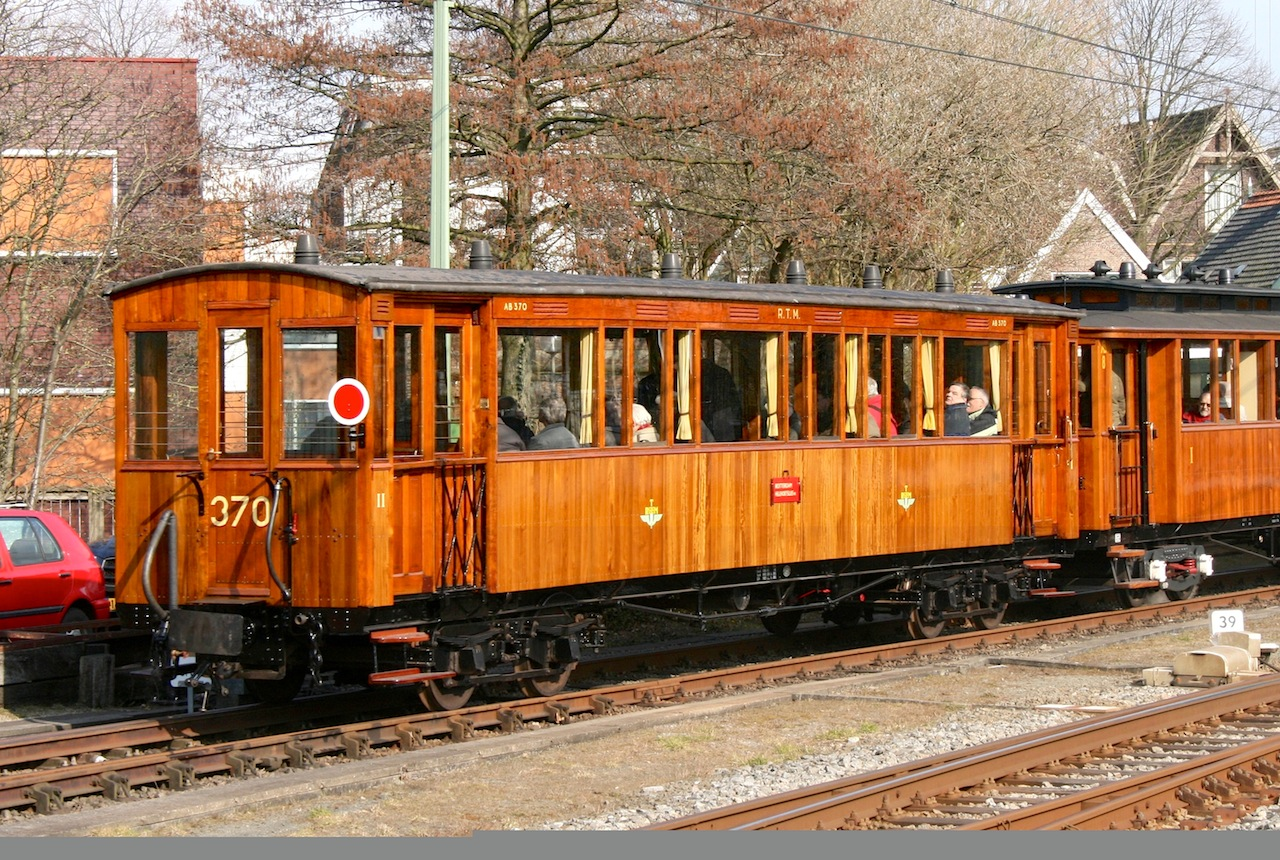
Een spoorwegrijtuig uit 1905 gebouwd door de C.C.C. van de RTM uit de collectie van de SHM

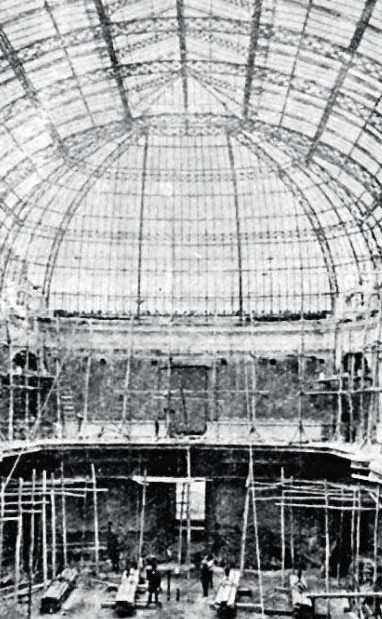
De centrale glazen koepel van het Palacio de Bellas Artes in Santiago de Chili

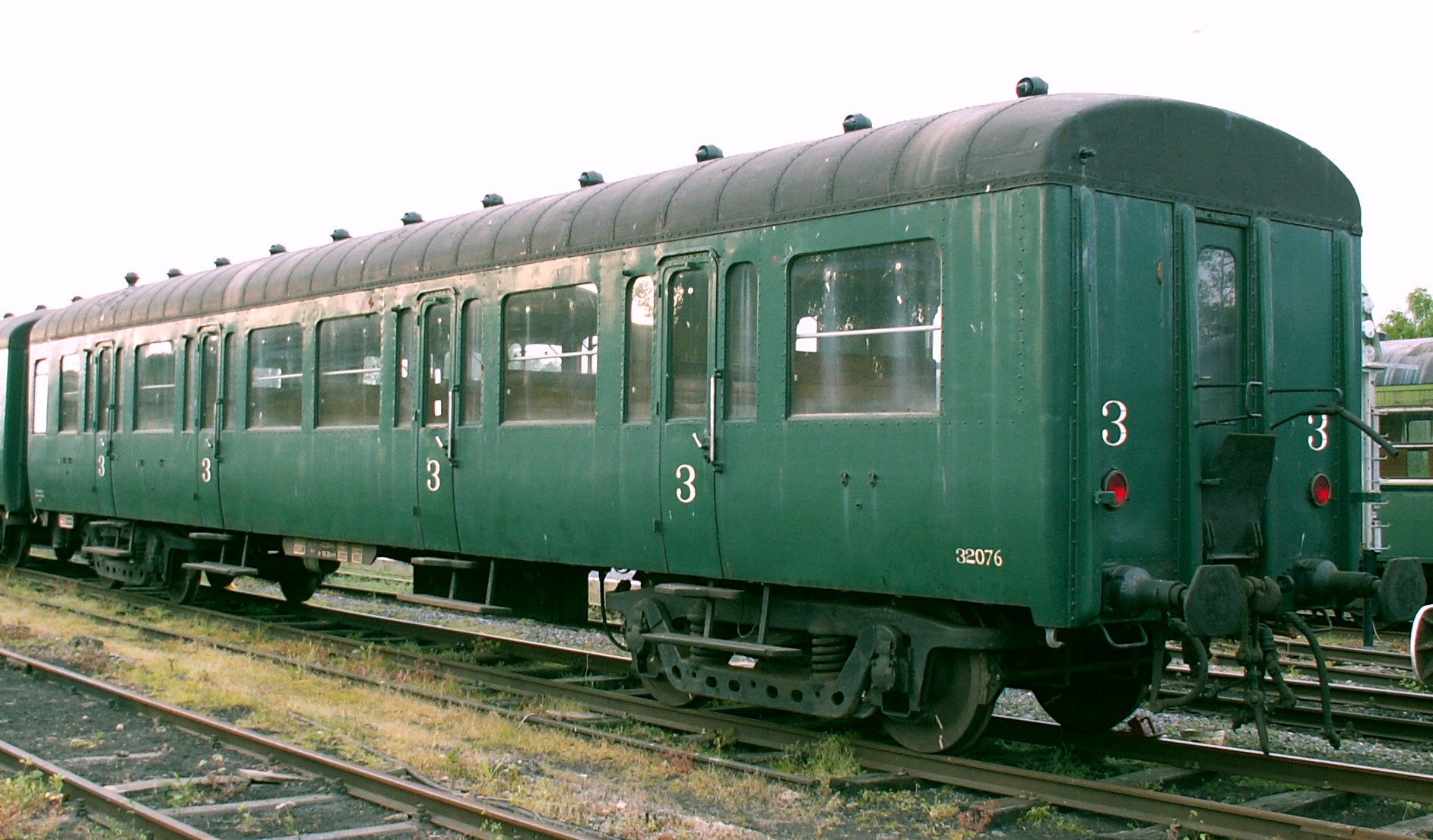
Spoorwegwagon van het type L in gebruik op het Belgisch spoorwegnet van 1932 tot 1980

De Compagnie Centrale de Construction (C.C.C.) is een voormalige Belgische bouwer van spoorwegmaterieel, gevestigd in het dorp Haine-Saint-Pierre. 
Het bedrijf werd opgericht op 1 juli 1871 door Pierre-Joseph Hiard en Adolphe Dechamps met het oog op de fabricatie van gietijzeren onderdelen voor de spoorwegindustrie. Initieel startte het bedrijf als "Hiard, Dechamps fils et Cie", een naamswijziging volgde naar de "Compagnie Centrale pour la Construction et l'Entretien du Matériel de Chemin de Fer". Later volgde ook de constructie van spoorwegwagons. Dechamps diende om financiële redenen het bedrijf te verlaten en kwam ook te overlijden in 1875. In 1877 worden nieuwe statuten aangenomen die al de groeiplannen van het bedrijf aangaven, met als bedrijfsopdracht "de constructie van onderdelen van of rollend materiaal voor spoorwegen, kanalen, waterleidingen, gasoducten en gewone wegen met uitzondering van locomotieven en stoomschepen". De naam werd verkort tot de meer algemene titel "Compagnie Centrale de Construction". Tien jaar na de oprichting van 1871, overleed Pierre-Joseph Hiard. Na zijn overlijden in 1881 nam zijn zoon Leon het bedrijf over. Leon Hiard bouwde het bedrijf sterk uit tot een internationale leverancier.
C.C.C. bouwde naar de plannen van ingenieur Clement Van Bogaert de overdekte spoorweghal van Station Antwerpen-Centraal. Tussen 1895 en de oplevering op 15 juli 1898 werd de stalen constructie die 185 meter lang, 64 meter breed en in de nok 44 meter hoog was, geconstrueerd.
Het bedrijf levert uiteindelijk spoorwegmaterieel aan tientallen landen in de wereld, waaronder Katanga, Siam (voor de Chemins de Fer Siam), Chili, Brazilië, China en Argentinië. 
Rond 1890 leverde het bedrijf de koepel van het Amazonetheater in het Braziliaanse Manaus. In 1892 leverde de firma het "Casa de Ferro" (ijzeren huis) in Engenho São João, Recife, Pernambuco, Brazilië. Het werd de familiewoning van de familie Brennand, eigenaars van het constructiebedrijf Grupo Cornélio Brennand en doet tot heen dienst als zenuwcentrum en logo van het bedrijf. Het werd in juli 1980 beschermd als monument van onroerend erfgoed. In 1899 verscheepte de Compagnie Centrale de vier overspanningen van elke 52,4 m die samen de 209 m lange spoorwegbrug over de Rio Quixeramobim in Quixeramobim uitmaken. De spoorwegbrug zou als dusdanig tot 1990 dienstdoen, en werd nadien in stand gehouden als toeristisch trekpleister en voetgangersbrug.
In 1907 leverde C.C.C. zo de metalen structuur van de grote centrale glazen koepel van het Palacio de Bellas Artes in Santiago de Chili.
Tussen 1932 en 1935 leverde C.C.C. aan de Belgische spoorwegen 106 spoorwegwagons van het type L. C.C.C. had daarbij ook de 2 prototypewagons geleverd.
De Eerste en Tweede Wereldoorlog braken de internationale groei van C.C.C. en de Belgische spoorwegindustrie. Na de Tweede Wereldoorlog kon het bedrijf door oorlogsschade en de voorsprong die de Amerikaanse industrie had genomen niet meer concurrentieel op de wereldmarkt actief zijn. Ook de wereldwijde industrialisering verminderde de afzetmogelijkheden voor de Compagnie Centrale. Uiteindelijk sloot het bedrijf in 1961 zijn deuren.